# Distrito de Barwani
Barwani (en hindi; बडवानी जिला) es un distrito de la India en el estado de Madhya Pradesh. Código ISO: IN.MP.BR.
Comprende una superficie de 5 432 km².
El centro administrativo es la ciudad de Barwani.

## Demografía
Según censo 2011 contaba con una población total de 1 385 659 habitantes, de los cuales 686 081 eran mujeres y 699 578 varones.

## Localidades
- Anjad